# Aleš Majer
Aleš Majer, slovenski nogometaš, * 2. avgust 1989.
Majer je nekdanji profesionalni nogometaš, ki je igral na položaju branilca. V svoji karieri je igral za slovenske klube Maribor, Šentjur, Muro 05, Zavrč in Dravo Ptuj ter avstrijski SV Straß. Skupno je v prvi slovenski ligi odigral 78 tekem in dosegel en gol. Z Mariborom je osvojil naslov slovenskega državnega prvaka v sezonah 2008/09 in 2010/11, slovenski pokal leta 2010 ter SuperPokal leta 2009. Bil je tudi član slovenske reprezentance do 20 in 21 let.